# Иден (Альтмарк)
Иден (нем. Iden) — община в Германии, в земле Саксония-Анхальт.
Входит в состав района Штендаль. Подчиняется управлению Арнебург-Гольдбек. Население составляет 973 человека (на 31 декабря 2010 года). Занимает площадь 21,20 км².